# Dolichopeza oberon
Dolichopeza oberon är en tvåvingeart som först beskrevs av Alexander 1930.  Dolichopeza oberon ingår i släktet Dolichopeza och familjen storharkrankar. Inga underarter finns listade i Catalogue of Life.